# John N. Dalton
Pour les articles homonymes, voir Dalton.
John Nichols Dalton (né le 11 juillet 1931, mort le 30 juillet 1986) est un homme politique américain républicain, gouverneur de l'État de Virginie entre 1978 et 1982.

## Biographie
Né en 1931 à Emporia (Virginie), il a été avocat, homme d'affaires et fermier avant de se lancer dans la politique. Il a été membre de la chambre des représentants de Virginie entre 1966 et 1972 ; il a été lieutenant-gouverneur entre 1974 et 1978 avant d'être élu gouverneur.
Il meurt en 1986 d'un cancer du poumon.